# Bundesgerichte der Vereinigten Staaten
Die Bundesgerichte der Vereinigten Staaten (englisch: United States federal courts) bilden ein der Verfassung und den Bundesgesetzen der Vereinigten Staaten unterliegendes Gerichtssystem.

## Typen

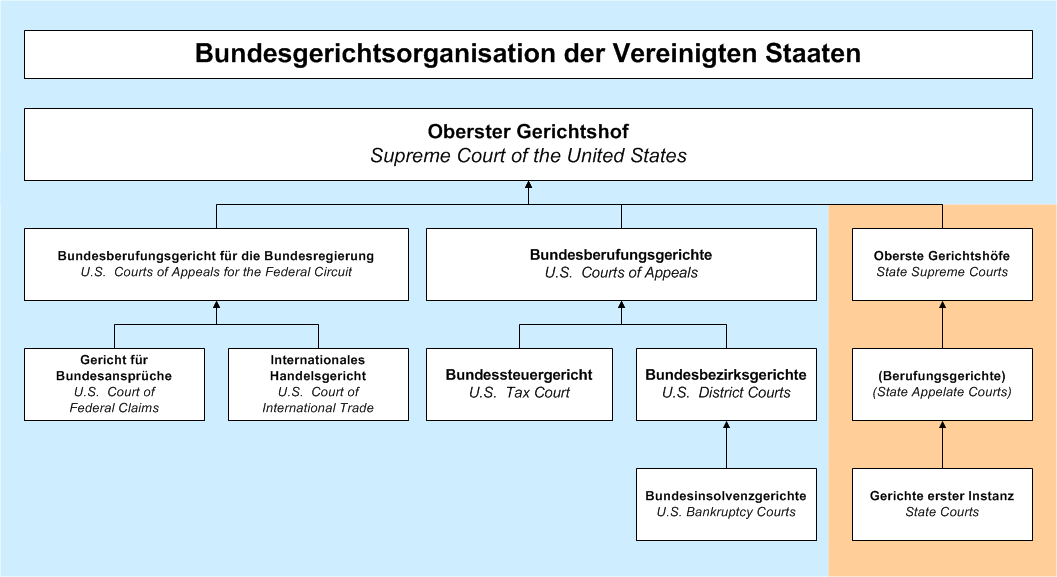
Gerichtsorganisation der Vereinigten Staaten

Die Bundesgerichte stellen die Judikative des Bundes und beinhalten:
Oberster Gerichtshof der Vereinigten Staaten
- Allgemeine Gerichtsbarkeit:
  - die United States District Courts
  - die United States Courts of Appeals (mit Ausnahme des United States Court of Appeals for the Federal Circuit)

- Besondere Gerichtsbarkeit:
  - United States Bankruptcy Courts
  - United States Tax Court
  - United States Court of Private Land Claims (1891–1904)
  - United States Court of International Trade
  - United States Court of Federal Claims
  - United States Court of Appeals for the Armed Forces
  - United States Court of Appeals for the Federal Circuit
  - United States Court of Appeals for Veterans Claims
  - Foreign Intelligence Surveillance Court

Die Bundesgerichte der allgemeinen Gerichtsbarkeit und der Court of International Trade wurden durch den Kongress entsprechend den Bestimmungen des dritten Artikels der Verfassung der Vereinigten Staaten geschaffen, der sich explizit mit dem Gerichtswesen befasst. Demgegenüber wurden die anderen Bundesgerichte der besonderen Gerichtsbarkeit entsprechend den Befugnissen, die im ersten Artikel aufgelistet werden, errichtet, also aufgrund der Kompetenzen des Kongresses für bestimmte Sachmaterien. Der Unterschied besteht darin, dass nur die aufgrund von Artikel III errichteten Bundesgerichte den dort festgelegten besonderen Bedingungen genügen müssen, insbesondere, dass die Richter auf Lebenszeit ernannt werden. Die Errichtung eines Article I Court hat der Oberste Gerichtshof immer dann für zulässig gehalten, wenn von Verfassungs wegen die Einräumung eines Rechtsbehelfs, über das ein Gericht zu entscheiden hätte, nicht zwingend ist, die Einrichtung des Gerichts also eine gewissermaßen „freiwillige“ Erweiterung des Rechtsschutzes darstellt, der dann auch hinter den Standards in Artikel III zurückbleiben kann.
Der dritte Verfassungsartikel verlangt die Errichtung eines Obersten Gerichtshofs und erlaubt es dem Kongress, weitere untergeordnete Gerichte zu schaffen und deren Gerichtsbarkeit zu beschränken. Theoretisch könnte der Kongress das gesamte Bundesgerichtssystem bis auf einen einzelnen Supreme Court Richter (der dann automatisch Chief Justice of the United States wäre) eliminieren. In Wirklichkeit hat der Kongress sofort im Judiciary Act of 1789 ein System untergeordneter Bundesgerichte geschaffen.

## Instanzen der Bundesgerichte

Gerichtsbezirke der Vereinigten Staaten

Die District Courts sind die allgemeinen Klagegerichte, wobei der Kongress Gesetze verabschiedet hat, die spezielle Gerichtsbarkeiten auf die Sondergerichte oder besondere Verwaltungsrichter verteilen. In solchen Fällen dienen die District Courts als Berufungsgerichte.
Die Courts of Appeals sind die Gerichte zweiter Instanz. Sie sind verpflichtet, alle Appellationsanträge von den ihnen unterstellten Gerichten zu hören.
Der Oberste Gerichtshof ist die letzte Instanz in der Bundesgerichtsbarkeit. Der Oberste Gerichtshof ist allgemein nicht verpflichtet, Berufungsanträge anzunehmen und hat somit freien Ermessensspielraum, auf welche Anträge eingetreten wird. Unter bestimmten besonderen Umständen (zum Beispiel in Streitfällen zwischen Bundesstaaten) ist der Oberste Gerichtshof sowohl erste als auch letzte Instanz und hat dann keinen Ermessensspielraum zum Eintreten.

## Beschränkungen der Bundesgerichte
Der Oberste Gerichtshof hat die Verfassung so interpretiert, dass sie für Bundesgerichte eine Reihe Beschränkungen festlegt. So ist es ihnen zum Beispiel aufgrund verschiedener Doktrinen nicht erlaubt, abstrakte Fälle zu verhandeln (also Fälle, in denen der Kläger keinen wirklichen Schaden erlitten hat) oder beratende Entscheidungen für hypothetische Umstände zu fällen. Genauso ist es Bundesgerichten meist nicht möglich, Entscheidungen aufzuheben, die vom Gericht eines Bundesstaats gefällt werden.